# Helina inducta
Helina inducta är en tvåvingeart som först beskrevs av Walker 1861.  Helina inducta ingår i släktet Helina och familjen husflugor. Inga underarter finns listade i Catalogue of Life.